# Thomas Urquhart
Thomas Urquhart, (född: 1611, död: 1660) skriftställare från Skottland. Han blev adlad 1641.